# Карл Август (князь Нассау-Вейльбурга)
Карл Август Нассау-Вейльбургский (нем. Karl August von Nassau-Weilburg; 17 сентября 1685, Вайльбург — 9 ноября 1753, Вайльбург) — князь Нассау-Вейльбурга в 1719—1753 годах, имперский генерал кавалерии (30 мая 1735).

## Биография
Карл Август — второй сын Иоганна Эрнста Нассау-Вейльбургского и Марии Поликсены Лейнинген-Дагсбург-Гартенбургской. С юных лет состоял на службе Саксонии, был посланником в Париже и наследовал власть в Нассау-Вейльбурге 27 февраля 1719 года. С 7 июня 1727 года имел звание имперского фельдмаршал-лейтенанта. 
В 1733—1734 годах Карл Август в чине генерала кавалерии состоял на службе в Рейнланд-Пфальце.
Семья Карла Августа удостоилась княжеского титула от императора в 1688 году. Карл Август принял титул имперского князя 27 сентября 1737 года. Карл Август похоронен в Вейльбургской дворцовой церкви. Ему наследовал сын Карл Кристиан.

## Потомки
Карл Август женился 17 августа 1723 года в Висбадене на принцессе Августе Фридерике Нассау-Идштейнской (1699—1750), дочери Георга Августа Нассау-Идштейнского. У них родились:
- Генриетта Мария Доротея (1724)
- Генриетта Августа Фридерика (1726—1757)
- Луиза Кристиана (1727)
- Поликсена Вильгельмина Луиза (1728—1732)
- Кристиана Луиза Шарлотта (1730—1732)
- Луиза Поликсена (1733—1764), замужем за графом Симоном Августом Липпе-Детмольдским
- Карл Кристиан (1735—1788), женат на Каролине Оранской, дочери Вильгельма IV Оранского.